# Howard Shore
Howard Leslie Shore (Toronto, 18 ottobre 1946) è un compositore e direttore d'orchestra canadese.
Autore di circa novanta colonne sonore per il cinema, tra cui quelle dei film di David Cronenberg e della trilogia de Il Signore degli Anelli, ha vinto il premio Oscar nel 2002 per le musiche de Il Signore degli Anelli - La Compagnia dell'Anello e nel 2004 per quelle de Il Signore degli Anelli - Il ritorno del re, oltre che per la canzone Into the West.

## Biografia

### Formazione e primi successi
Appassionatosi alla musica fin dalla più tenera età, la studia al Berklee College of Music di Boston. Dal 1969 al 1972 suona il sassofono contralto nel gruppo musicale canadese Lighthouse. Dopo aver lavorato come direttore d'orchestra a un programma TV dalla vita breve creato da Lorne Michaels (di cui era amico sin da ragazzo) e aver scritto le musiche per uno spettacolo di magia di Doug Henning, è stato dal 1975 fino al 1980 direttore dell'orchestra in studio del celebre programma comico di Michaels Saturday Night Live. Shore vi è apparso anche in diversi sketch musicali, tra cui nel 1976 vestito da apicoltore mentre, con John Belushi e Dan Aykroyd vestiti da api, interpreta il brano swamp blues di Slim Harpo I'm a King Bee; fu lui stesso a suggerire ai due il nome di Blues Brothers.
La sua prima composizione per il cinema è per un film canadese a basso costo, I Miss You, Hugs and Kisses, subito seguita da quella per Brood - La covata malefica (1979). Da lì, instaurerà una duratura collaborazione col suo regista, il compatriota David Cronenberg, componendo le musiche di ogni suo lungometraggio con la sola eccezione di quelle de La zona morta, opera di Michael Kamen. Ad oggi, in totale, le collaborazioni tra i due artisti sono ben 18: da Brood - La covata malefica (1979) a Crimes of the Future (2022). Secondo Shore, la possibilità di "sperimentare approcci anche molto differenti" a inizio carriera, ad esempio in Scanners, Videodrome o La mosca, ha influito molto nella sua formazione come compositore.
Il primo film statunitense a cui lavora è Fuori orario (1985) di Martin Scorsese, a cui era stato presentato da Cronenberg. Anche questo è un sodalizio che avrà fortuna in futuro: Shore comporrà le musiche di 5 film (più un cortometraggio) di Scorsese. 
Diventato poi una presenza fissa a Hollywood, compone le colonne sonore di almeno due o tre film all'anno ogni anno ininterrottamente dal 1988 al 2000, tra cui quelle di successi come Big, Il silenzio degli innocenti (per cui viene candidato ai BAFTA) e Philadelphia, entrambi di Jonathan Demme, Mrs. Doubtfire, Il cliente, Ed Wood (per cui viene candidato ai Grammy), Seven e The Game, entrambi di David Fincher, Dogma, Striptease e Alta fedeltà, oltre a proseguire il sodalizio con Cronenberg con Inseparabili, Il pasto nudo e Crash.
In televisione, ha composto con John Lurie la musica di apertura del Late Night with Conan O'Brien.

### Periodo deIl Signore degli Anelli
Nell'agosto 2000, Shore viene annunciato ufficialmente come compositore dell'atteso adattamento cinematografico della trilogia fantasy de Il Signore degli Anelli diretto da Peter Jackson, considerato "il suo progetto più ambizioso fino ad allora". Per quasi quattro anni a partire dal 1999, quando aveva visitato il set dei film e creato il tema musicale di Frodo Baggins e della Contea prima ancora che cominciassero le riprese, Shore compone, orchestra, dirige e produce oltre 11 ore di musiche, comprese di canzoni nei linguaggi fittizi creati dal suo autore J. R. R. Tolkien e di oltre 100 leitmotiv per personaggi, luoghi e culture, un primato nella storia del cinema. Tra le varie particolarità c'è la forte presenza di numerosi cori differenti, per i quali Shore si ispira all'opera, l'utilizzo di percussioni, strumenti esotici e ripetute fanfare.

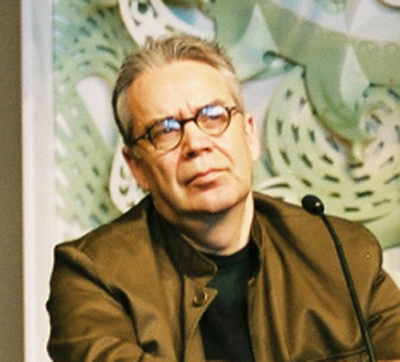
Shore nel 2003 a Wellington.

Parallelamente all'enorme successo di pubblico e critica della trilogia, che lo rende secondo Classic FM "uno dei compositori per il cinema più richiesti del momento", la colonna sonora del primo film, Il Signore degli Anelli - La Compagnia dell'Anello (2001), gli fa vincere un Oscar alla migliore colonna sonora e un Grammy. L'anno seguente, tuttavia, quella del successivo Le due torri viene squalificata dall'Academy a causa di una sua nuova regola contro il riutilizzo di temi musicali e leitmotiv provenienti da film precedenti; ritirato il bando all'ultimo minuto, finirà comunque per non venire candidato, nonostante fosse inizialmente ritenuto tra i favoriti per la vittoria. Subisce un destino simile anche Gangs of New York, dove Shore si sostituisce al veterano Elmer Bernstein (i cui 75 minuti di musiche create per il film erano state rifiutate in fase di post-produzione dal regista Scorsese, con cui il compositore canadese torna a collaborare a 17 anni da Fuori orario) con una propria partitura da concerto inutilizzata, Brooklyn Heights, in odore di squalifica a causa delle oltre altre 60 tracce non originali presenti nel film. Sempre nel 2002, compone le musiche di Panic Room di Fincher e Spider di Cronenberg.
L'abrogazione della regola consentirà a Shore di vincere nel 2004 due dei 11 premi Oscar conquistati da Il Signore degli Anelli - Il ritorno del re, oltre che a un Golden Globe e un altro Grammy per la colonna sonora. Il secondo di questi, alla migliore canzone, gli arriva in qualità di compositore e co-autore del testo, assieme a Fran Walsh e ad Annie Lennox degli Eurythmics, del brano Into the West, interpretato dalla Lennox e presente integralmente durante i titoli di coda del film. Per quest'ultimo, vince anche, tra gli altri premi, il Golden Globe per la migliore canzone originale e un Grammy alla miglior canzone scritta per il cinema, la televisione o altri media audio-visivi.
Le musiche della trilogia, specialmente i brani Concerning Hobbits e The Bridge of Khazad-Dum, sono considerate tra le più memorabili della storia del cinema. Gli ascoltatori della radio britannica Classic FM hanno eletto la colonna sonora di Shore per sei anni consecutivi, fino al 2015, come la migliore di sempre, battendo quelle di Schindler's List, Il gladiatore, Guerre stellari e La mia Africa. Secondo l'interprete di Aragorn Viggo Mortensen, il suo successo può essere spiegato dalla «abilità [di Shore] di carpire il contenuto emotivo dei film [...] dimostrare una comprensione particolare del potere subliminale che può avere la musica [e] del ritmo essenziale delle storie». Shore ha poi trasformato la sua colonna sonora in un'opera sinfonica composta da 6 movimenti per orchestra e coro, la Lord of the Rings Symphony, eseguita per la prima volta nel 2003 a Wellington, in Nuova Zelanda. Da allora è stata portata in tutto il mondo dalle migliori orchestre dirette dallo stesso Shore, collezionando una lunga serie di successi; la versione originale è registrata, come per la colonna sonora, dalla London Philharmonic Orchestra.

### DopoIl Signore degli Anelli
In concomitanza col suo impegno internazionale nella Lord of the Rings Symphony, Shore comincia a diradare le proprie composizioni per il cinema, intensificando la sua attività di direttore d'orchestra e in altre sperimentazioni musicali.
Nel 2004 prosegue la collaborazione con Scorsese firmando la colonna sonora di The Aviator, registrata dalla Brussels Philharmonic. Nonostante la sua partitura sia oggetto di pesanti tagli in sede di montaggio, arrivando ad ammontare a meno di un terzo delle musiche finali del film, Shore vi vince il suo terzo Golden Globe per la migliore colonna sonora originale. Riunitosi con Jackson l'anno seguente per comporre le musiche del rifacimento da lui diretto di King Kong, finisce per abbandonare la produzione a meno di due mesi dall'uscita a causa di divergenze creative riguardo alle scelte musicali adottate, venendo sostituito da James Newton Howard.
Nel 2007 ottiene la sua quinta candidatura ai Golden Globe per la colonna sonora de La promessa dell'assassino di Cronenberg. È stato poi creatore e autore delle musiche di un'opera teatrale basata su La mosca, rappresentata per la prima volta nel 2008 al Théâtre du Châtelet di Parigi.
Nel 2012 ottiene la sua quarta e sesta candidatura rispettivamente agli Oscar e ai Golden Globe per la colonna sonora di Hugo Cabret di Scorsese. Sempre nel 2012, torna a realizzare le musiche per un film diretto da Jackson e ambientato nella Terra di Mezzo col prequel de Il Signore degli Anelli Lo Hobbit - Un viaggio inaspettato, seguito da Lo Hobbit - La desolazione di Smaug (2013) e Lo Hobbit - La battaglia delle cinque armate (2014). Lo stesso anno vince anche il premio per la migliore colonna sonora al festival di Cannes 2014 per Maps to the Stars.
Nel 2022 è stato distribuito Crimes of the Future, di cui compone le musiche, sua ennesima collaborazione con Cronenberg.

### Vita privata
Ebreo d'origine, risiede a Tuxedo Park ed è sposato con Elizabeth Cotnoir. È zio del compositore Ryan Shore.

## Filmografia
- Brood - La covata malefica (The Brood), regia di David Cronenberg (1979)
- Scanners, regia di David Cronenberg (1981)
- Videodrome, regia di David Cronenberg (1983)
- Niente dura per sempre (Nothing Lasts Forever), regia di Tom Schiller (1984)
- Fuori orario (After Hours), regia di Martin Scorsese (1985)
- Tra due fuochi (Fire with Fire), regia di Duncan Gibbins (1986)
- La mosca (The Fly), regia di David Cronenberg (1986)
- Heaven, regia di Diane Keaton – documentario (1987)
- Nadine - Un amore a prova di proiettile (Nadine), regia di Robert Benton (1987)
- Un folle trasloco (Moving), regia di Alan Metter (1988)
- Big, regia di Penny Marshall (1988)
- Inseparabili (Dead Ringers), regia di David Cronenberg (1988)
- Signs of Life, regia di John David Coles (1989)
- Un uomo innocente (An Innocent Man), regia di Peter Yates (1989)
- The Lemon Sisters, regia di Joyce Chopra (1989)
- She-Devil - Lei, il diavolo (She-Devil), regia di Susan Seidelman (1989)
- Cartoline dall'inferno (Postcards from the Edge), regia di Mike Nichols (1990)
- The Local Stigmatic, regia di David Wheeler (1990)
- Made in Milan, regia di Martin Scorsese – cortometraggio documentario (1990)
- Scappiamo col malloppo (Quick Change), regia di Howard Franklin e Bill Murray (1990)
- Un bacio prima di morire (A Kiss Before Dying), regia di James Dearden (1991)
- Il silenzio degli innocenti (The Silence of the Lambs), regia di Jonathan Demme (1991)
- Il pasto nudo (The Naked Lunch), regia di David Cronenberg (1991)
- Doppia anima (Prelude to a Kiss), regia di Norman René (1992)
- Inserzione pericolosa (Single White Female), regia di Barbet Schroeder (1992)
- Sliver, regia di Phillip Noyce (1993)
- Per legittima accusa (Guilty as Sin), regia di Sidney Lumet (1993)
- M. Butterfly, regia di David Cronenberg (1993)
- Mrs. Doubtfire - Mammo per sempre (Mrs. Doubtfire), regia di Chris Columbus (1993)
- Philadelphia, regia di Jonathan Demme (1993)
- Il cliente (The Client), regia di Joel Schumacher (1994)
- Ed Wood, regia di Tim Burton (1994)
- La vita a modo mio (Nobody's Fool), regia di Robert Benton (1994)
- Seven, regia di David Fincher (1995)
- Moonlight & Valentino, regia di David Anspaugh (1995)
- Il rovescio della medaglia (White Man's Burden), regia di Desmond Nakano (1995)
- Riccardo III - Un uomo, un re (Looking for Richard), regia di Al Pacino – documentario (1996)
- Prima e dopo (Before and After), regia di Barbet Schroeder (1996)
- Un uomo in prestito (The Truth About Cats & Dogs), regia di Michael Lehmann (1996)
- Crash, regia di David Cronenberg (1996)
- Striptease, regia di Andrew Bergman (1996)
- Music Graffiti (That Thing You Do!), regia di Tom Hanks (1996)
- Cop Land, regia di James Mangold (1997)
- The Game - Nessuna regola (The Game), regia di David Fincher (1997)
- He Got Game, regia di Spike Lee (1998)
- Gloria, regia di Sidney Lumet (1999)
- eXistenZ, regia di David Cronenberg (1999)
- Terapia e pallottole (Analyze This), regia di Harold Ramis (1999)
- Dogma, regia di Kevin Smith (1999)
- Alta fedeltà (High Fidelity), regia di Stephen Frears (2000)
- The Yards, regia di James Gray (2000)
- Esther Kahn, regia di Arnaud Desplechin (2000)
- The Cell - La cellula (The Cell), regia di Tarsem Singh (2000)
- Camera, regia di David Cronenberg – cortometraggio (2000)
- The Score, regia di Frank Oz (2001)
- Il Signore degli Anelli - La Compagnia dell'Anello (The Lord of the Rings: The Fellowship of the Ring), regia di Peter Jackson (2001)
- Panic Room, regia di David Fincher (2002)
- Spider, regia di David Cronenberg (2002)
- Il Signore degli Anelli - Le due torri (The Lord of the Rings: The Two Towers), regia di Peter Jackson (2002)
- Gangs of New York, regia di Martin Scorsese (2002)
- Il Signore degli Anelli - Il ritorno del re (The Lord of the Rings: The Return of the King), regia di Peter Jackson (2003)
- The Aviator, regia di Martin Scorsese (2004)
- A History of Violence, regia di David Cronenberg (2005)
- The Departed - Il bene e il male (The Departed), regia di Martin Scorsese (2006)
- Mimzy - Il segreto dell'universo (The Last Mimzy), regia di Robert Shaye (2007)
- Il suicidio dell'ultimo ebreo del mondo nell'ultimo cinema del mondo (At the Suicide of the Last Jew in the World in the Last Cinema in the World), episodio di Chacun son cinéma - A ciascuno il suo cinema (Chacun son cinéma ou Ce petit coup au coeur quand la lumière s'éteint et que le film commence), regia di David Cronenberg (2007)
- La promessa dell'assassino (Eastern Promises), regia di David Cronenberg (2007)
- The Betrayal - Nerakhoon, regia di Ellen Kuras e Thavisouk Phrasavath – documentario (2008)
- Il dubbio (Doubt), regia di John Patrick Shanley (2008)
- Fuori controllo (Edge of Darkness), regia di Martin Campbell (2010)
- The Twilight Saga: Eclipse, regia di David Slade (2010)
- A Dangerous Method, regia di David Cronenberg (2011)
- Hugo Cabret (Hugo), regia di Martin Scorsese (2011)
- Cosmopolis, regia di David Cronenberg (2012)
- Lo Hobbit - Un viaggio inaspettato (The Hobbit: An Unexpected Journey), regia di Peter Jackson (2012)
- Jimmy P. (Jimmy P. (Psychotherapy of a Plains Indian)), regia di Arnaud Desplechin (2013)
- Lo Hobbit - La desolazione di Smaug (The Hobbit: The Desolation of Smaug), regia di Peter Jackson (2013)
- Maps to the Stars, regia di David Cronenberg (2014)
- Rosewater, regia di Jon Stewart (2014)
- Lo Hobbit - La battaglia delle cinque armate (The Hobbit: The Battle of the Five Armies), regia di Peter Jackson (2014)
- Il caso Spotlight (Spotlight), regia di Tom McCarthy (2015)
- La verità negata (Denial), regia di Mick Jackson (2016)
- Il ricevitore è la spia (The Catcher Was a Spy), regia di Ben Lewin (2018)
- The Song of Names, regia di François Girard (2019)
- Il principe dimenticato (Le Prince oublié), regia di Michel Hazanavicius (2020)
- Pieces of a Woman, regia di Kornél Mundruczó (2020)
- Funny Boy, regia di Deepa Mehta (2020) - anche produttore
- Crimes of the Future, regia di David Cronenberg (2022)
- Il Signore degli Anelli - Gli Anelli del Potere (The Lord of the Rings: The Rings of Power) – serie TV (2022-in corso)
- The Pale Blue Eye - I delitti di West Point (The Pale Blue Eye), regia di Scott Cooper (2022)
- The Shrouds - Segreti sepolti, regia di David Cronenberg (2024)

## Riconoscimenti

### Principali
- Premio Oscar
  - 2002 - Migliore colonna sonora per Il Signore degli Anelli - La Compagnia dell'Anello
  - 2004 - Migliore colonna sonora per Il Signore degli Anelli - Il ritorno del re
  - 2004 - Migliore canzone (Into the West) per Il Signore degli Anelli - Il ritorno del re
  - 2012 - Candidatura alla migliore colonna sonora per Hugo Cabret
- Golden Globe
  - 2002 - Candidatura alla migliore colonna sonora originale per Il Signore degli Anelli: La Compagnia dell'Anello
  - 2004 - Migliore colonna sonora originale per Il Signore degli Anelli - Il ritorno del re
  - 2004 - Migliore canzone originale (Into the West) per Il Signore degli Anelli - Il ritorno del re
  - 2005 - Migliore colonna sonora originale per The Aviator
  - 2008 - Candidatura alla migliore colonna sonora originale per La promessa dell'assassino
  - 2012 - Candidatura alla migliore colonna sonora originale per Hugo Cabret
- Premio BAFTA
  - 1992 - Candidatura alla migliore colonna sonora per Il silenzio degli innocenti
  - 2002 - Candidatura alla migliore colonna sonora per Il Signore degli Anelli - La Compagnia dell'Anello
  - 2003 - Candidatura alla migliore colonna sonora per Gangs of New York
  - 2004 - Candidatura alla migliore colonna sonora per Il Signore degli Anelli - Il ritorno del re
  - 2005 - Candidatura alla migliore colonna sonora per The Aviator
  - 2012 - Candidatura alla migliore colonna sonora per Hugo Cabret
- Grammy Award
  - 1996 - Candidatura alla migliore composizione scritta per un film o programma televisivo per Ed Wood
  - 2003 - Migliore colonna sonora per un film, televisione o altri media audio-visivi per Il Signore degli Anelli - La Compagnia dell'Anello
  - 2004 - Migliore colonna sonora per un film, televisione o altri media audio-visivi per Il Signore degli Anelli - Le due torri
  - 2005 - Miglior canzone scritta per un film, televisione o altri media audio-visivi (Into the West) per Il Signore degli Anelli - Il ritorno del re
  - 2005 - Migliore colonna sonora per un film, televisione o altri media audio-visivi per Il Signore degli Anelli - Il ritorno del re
  - 2006 - Candidatura alla migliore colonna sonora per un film, televisione o altri media audio-visivi per The Aviator
  - 2008 - Candidatura alla migliore colonna sonora per un film, televisione o altri media audio-visivi per The Departed - Il bene e il male
  - 2013 - Candidatura alla migliore colonna sonora per media audio-visivi per Hugo Cabret